# Rhipidoherpia copulobursata
Rhipidoherpia copulobursata is een Solenogastressoort uit de familie van de Rhipidoherpiidae. De wetenschappelijke naam van de soort is voor het eerst geldig gepubliceerd in 1978 door Salvini-Plawen.